# Chlorid titaničitý
Chlorid titaničitý je chemická sloučenina s vzorcem TiCl4. Je to důležitý meziprodukt při výrobě kovového titanu a oxidu titaničitého. Je to těkavá kapalina, která rychle hydrolyzuje za vzniku oxidu titaničitého.

## Vlastnosti a struktura
Chlorid titaničitý je těžká, bezbarvá kapalina, při nižší čistotě může být nažloutlý nebo až červenohnědý. Je jedním z několika kapalných halogenidů přechodných kovů. To je způsobenou nízkou schopností molekul se asociovat.
Je rozpustný v toluenu a chlorovaných uhlovodících. Reaguje exotermicky s donorovými solventy, jako je THF, za vzniku šestikoordinovaných aduktů. Prostorově náročnější ligandy vytvářejí pětikoordinované adukty TiCl4L.

## Výroba
Vyrábí se redukcí titanových rud uhlíkem v proudu chloru. Nečistoty jsou odstraněny destilací.
2 FeTiO3 + 7 Cl2 + 6 C → 2 TiCl4 + 2 FeCl3 + 6 CO

## Využití

### Výroba titanu
Chlorid titaničitý je meziproduktem při výrobě titanu Krollovým procesem, kde se redukuje hořčíkem. Vedlejším produktem je chlorid hořečnatý, který se z produktu odstraňuje vylouhováním vodou nebo destilací.
2 Mg + TiCl4 → 2 MgCl2 + Ti
Dříve se redukce prováděla kapalným sodíkem, tzv. Hunterův proces:
4 Na + TiCl4 → 4 NaCl + Ti

### Výroba oxidu titaničitého
Zhruba 90 % chloridu titaničitého se využívá k produkci titanové běloby (TiO2). Výroba se provádí hydrolýzou chloridu nebo přímou oxidací kyslíkem.
TiCl4 + 2 H2O → TiO2 + 4 HCl
TiCl4 + O2 → TiO2 + 2 Cl2